# بوب حسن
محمد بوب حسن (بالإندونيسية: Bob Hasan) هو موظف مدني إندونيسي، ولد في 1931 في سمارانغ في إندونيسيا.

## وصلات خارجية
- بوب حسن على موقع أوليمبيديا (الإنجليزية)